# 원종문류
《원종문류》(圓宗文類)는 고려 시대의 대각국사 의천(義天: 1055~1101)이 편찬한 책으로, 《화엄경》을 중심으로 한 원종(圓宗: 화엄종을 뜻한다)의 교리를 요약하고 고승들의 역대 저술을 모아 편찬한 책이다. 전체 22권으로 알려져 있지만 현존하는 것은 1권의 〈제부발원류(諸部發願類)〉, 14권의 〈제문행위류상(諸文行位類上), 22권의 〈찬송잡문류(讚頌雜文類)〉뿐이다.

## 같이 보기
- 천태종
- 화엄종

## 참고 문헌
- 이 문서에는 다음커뮤니케이션(현 카카오)에서 GFDL 또는 CC-SA 라이선스로 배포한 글로벌 세계대백과사전의 내용을 기초로 작성된 글이 포함되어 있습니다.